# 沃斯克雷森斯凱 (赫爾松州)
46°26′25″N 34°10′16″E / 46.44028°N 34.17111°E
沃斯克雷森斯凱（烏克蘭語：Воскресенське）是位於烏克蘭南部的村莊，由赫爾松州海尼切斯克區的新特罗伊齐克市镇負責管轄。該村始建於1930年，面積43.2平方公里，海拔高度30米，2001年人口530，人口密度每平方公里12.3人。